# Dialectica pyramidota
Dialectica pyramidota är en fjärilsart som först beskrevs av Edward Meyrick 1918.  Dialectica pyramidota ingår i släktet Dialectica och familjen styltmalar. Inga underarter finns listade i Catalogue of Life.